# Remixed & Revisited
Remixed & Revisited är ett remixalbum av den amerikanska popartisten Madonna, utgivet den 25 november 2003 på Maverick Records.

## Låtlista
1. "Nothing Fails (Nevins Mix) – 3:50
2. "Love Profusion (Headcleanr Rock Mix) – 3:16
3. "Nobody Knows Me (Mount Sims Old School Mix) – 4:44
4. "American Life (Headcleanr Rock Mix) – 4:01
5. "Like a Virgin" / "Hollywood" Medley (Live med Britney Spears, Christina Aguilera och Missy Elliot) – 5:34
6. "Into the Hollywood Groove" (Användes i reklam för märket GAP tillsammans med Missy Elliot som också sjunger. En remix med låtarna "Into the Groove" och "Hollywood") – 3:42
7. Your Honesty" (Tidigare outgiven låt som skulle ha platsat på albumet Bedtime Stories) – 4:07

### Fotnoter
1. ↑  ”Madonna”. Arkiverad från originalet den 22 juni 2011. https://web.archive.org/web/20110622063121/http://www.madonna.com/discography/index/album/albumId/21/. Läst 25 juni 2011.